# Deh Nūsh
Deh Nūsh (persiska: دِه نوش, ده نوش) är en ort i Iran.   Den ligger i provinsen Hamadan, i den nordvästra delen av landet, 300 km väster om huvudstaden Teheran. Deh Nūsh ligger 1 549 meter över havet och antalet invånare är 279.
Terrängen runt Deh Nūsh är kuperad åt nordväst, men åt sydost är den platt.Runt Deh Nūsh är det ganska tätbefolkat, med 80 invånare per kvadratkilometer. Närmaste större samhälle är Asadābād, 10,8 km öster om Deh Nūsh. Trakten runt Deh Nūsh består till största delen av jordbruksmark.